# Wow (Post Malone)
Wow è un singolo del rapper statunitense Post Malone, pubblicato il 24 dicembre 2018 come primo estratto dal terzo album in studio Hollywood's Bleeding.

## Promozione
Il 15 marzo 2019 viene reso disponibile una versione remix del singolo caratterizzato da due strofe nuove, rispettivamente dei rapper statunitensi Roddy Ricch e Tyga.

## Video musicale
Il 24 dicembre 2018 è stato pubblicato sul canale YouTube del rapper un video musicale in stile natalizio, mentre il 19 marzo successivo è stato pubblicato il video ufficiale.

## Tracce
Testi e musiche di Austin Post, Louis Bell, Adam Feeney e Billy Walsh.
3", download digitale, streaming
1. Wow – 2:29

Download digitale – Instrumental
1. Wow (Instrumental) – 2:29

Download digitale, streaming – Remix
1. Wow (Remix) (feat. Roddy Ricch & Tyga) – 2:50

## Formazione
Musicisti
- Post Malone – voce
- Anthoine Walters – cori
- Louis Bell – programmazione, strumentazione
- Frank Dukes – programmazione, strumentazione

Produzione
- Louis Bell – produzione, produzione vocale, registrazione
- Frank Dukes – produzione
- Manny Marroquin – missaggio
- Mike Bozzi – mastering
- Chris Galland – assistenza al missaggio
- Robin Florent – assistenza al missaggio
- Scott Desmarais – assistenza al missaggio
- Jeremie Inhaber – assistenza al missaggio

## Classifiche

### Classifiche settimanali
| Classifica (2019) | Posizione massima |
| ----------------- | ----------------- |
| Australia         | 2                 |
| Austria           | 13                |
| Belgio (Fiandre)  | 20                |
| Belgio (Vallonia) | 46                |
| Canada            | 3                 |
| Danimarca         | 2                 |
| Estonia           | 2                 |
| Finlandia         | 1                 |
| Francia           | 113               |
| Germania          | 16                |
| Grecia            | 2                 |
| Irlanda           | 2                 |
| Islanda           | 14                |
| Italia            | 15                |
| Lettonia          | 1                 |
| Libano            | 11                |
| Lituania          | 1                 |
| Malaysia          | 8                 |
| Norvegia          | 1                 |
| Nuova Zelanda     | 1                 |
| Paesi Bassi       | 21                |
| Portogallo        | 4                 |
| Regno Unito       | 3                 |
| Repubblica Ceca   | 6                 |
| Romania           | 68                |
| Singapore         | 12                |
| Slovacchia        | 2                 |
| Spagna            | 48                |
| Stati Uniti       | 2                 |
| Svezia            | 2                 |
| Svizzera          | 11                |
| Ungheria          | 1                 |

### Classifiche di fine anno
| Classifica (2019) | Posizione |
| ----------------- | --------- |
| Australia         | 7         |
| Austria           | 44        |
| Belgio (Fiandre)  | 58        |
| Canada            | 9         |
| Danimarca         | 20        |
| Francia           | 199       |
| Germania          | 39        |
| Irlanda           | 14        |
| Islanda           | 74        |
| Italia            | 72        |
| Lettonia          | 4         |
| Norvegia          | 19        |
| Nuova Zelanda     | 4         |
| Paesi Bassi       | 80        |
| Portogallo        | 16        |
| Regno Unito       | 17        |
| Stati Uniti       | 5         |
| Svezia            | 19        |
| Svizzera          | 34        |
| Ungheria          | 20        |

### Classifiche di fine decennio
| Classifica (2010-19) | Posizione |
| -------------------- | --------- |
| Stati Uniti          | 64        |